# اولگا گوربونوا
اولگا گوربونوا (روسی: Ольга Константиновна Горбунова؛ زادهٔ ۲۷ اوت ۱۹۹۳) ورزشکار واترپلو اهل روسیه است.
وی در مسابقات کشوری و بین‌المللی در مجموع برندهٔ ۱ مدال نقره، ۲ مدال برنز شده‌است.